# Hoplitis zandeni
Hoplitis zandeni is een vliesvleugelig insect uit de familie Megachilidae. De soort is voor het eerst wetenschappelijk beschreven in 1992 door H.G.M. Teunissen (1914-1992; postuum gepubliceerd) en C. van Achterberg, onder de naam Osmia zandeni. Het holotype werd te Puerto del Rosario op Fuenteventura verzameld door Teunissen. De soort is genoemd naar  Gijs van der Zanden uit Eindhoven, een specialist op het gebied van Osmiini.